# Filippo Cifariello
Filippo Antonio Cifariello (Molfetta, Bari, Italia, 3 de julio de 1864 - Nápoles, Italia, 5 de abril de 1936) fue un escultor italiano.
Se adhirió a la escuela del realismo napolitano. Inspirado por el arte de Vincenzo Gemito, fue uno de los más activos escultores tardoneoclásicos de su época, realizando obras de bronce, mármol, terracota, yeso y plata.

## Biografía
Hijo de Ferdinando Cifariello, un cantante procedente de Bari, y de Giovanna Rutigliano, tenía cuatro hermanos. Se mudó muy joven a Nápoles, donde fue notado por su habilidad para esculpir y logró ingresar en la local Academia de Bellas Artes, siendo discípulo de Gioacchino Toma. Su trabajo como escultor lo llevó a vivir también en Roma y en la ciudad de Passau, en Baviera, además de su ciudad de adopción, Nápoles.
El 10 de agosto de 1905, el artista pullés mató a tiros a su esposa, la cantante francesa Maria Browne; sin embargo, la gran popularidad de la que gozaba y la enérgica defensa por parte de su abogado Gaetano Manfredi en el Tribunal de lo penal de Campobasso facilitaron su absolución por enfermedad mental, dos años después. Su vida fue marcada por otros dramas. Su segunda esposa, Evelina Fabbri, falleció por las quemaduras provocadas por un hornillo de gas, con solo 22 años de edad. Su tercer matrimonio con la alemana Anna Maria Marzell y el nacimiento de dos hijos (el más joven de los cuales fue el actor y documentalista Antonio Cifariello) no pudieron salvarlo de una grave depresión, que lo llevó al suicidio con un disparo a la cabeza, en su taller de Nápoles. Tenía 71 años.
En 1931, había publicado su autobiografía titulada "Tre vite in una" ("Tres vidas en una").

## Obras

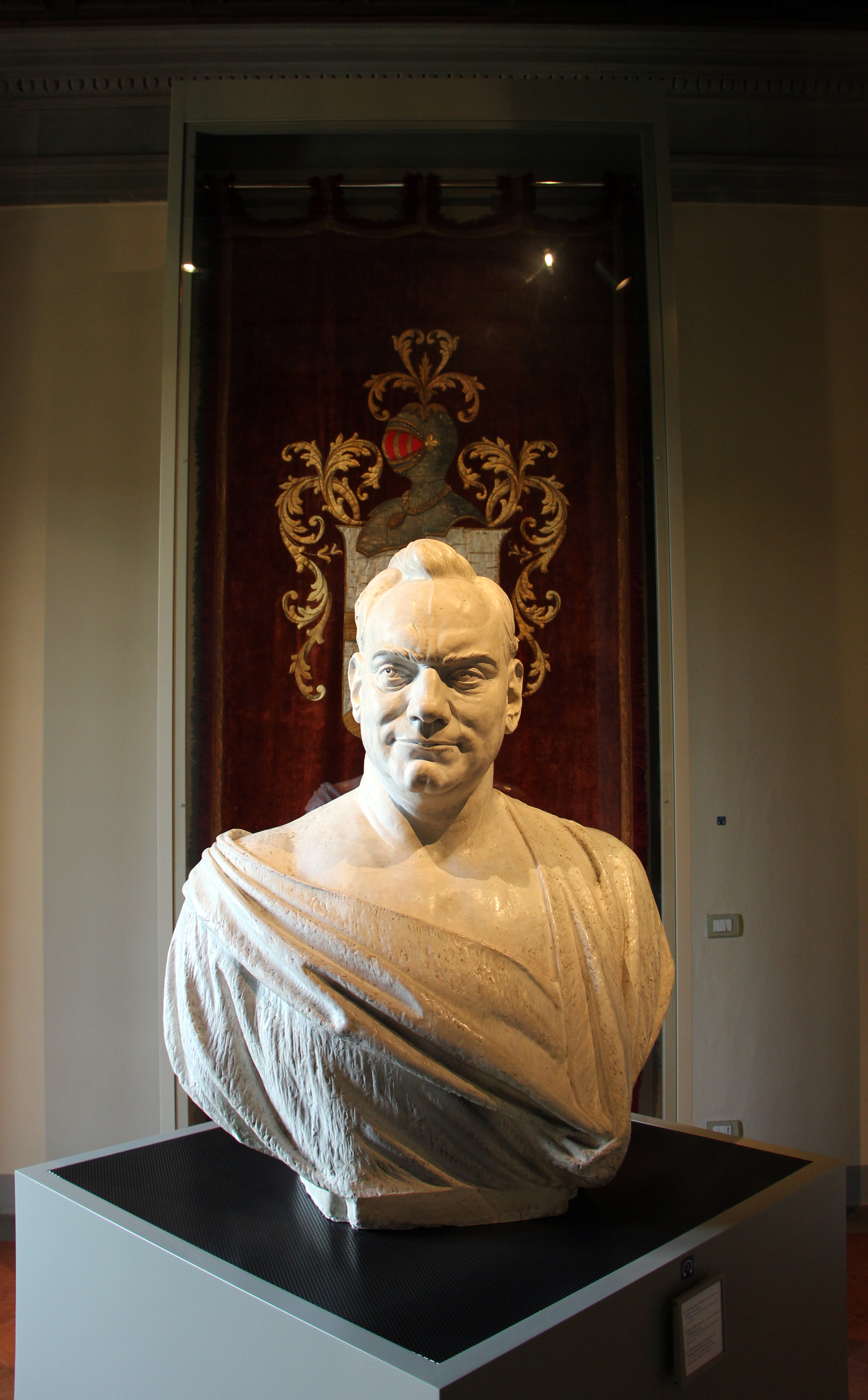
Busto de yeso de Enrico Caruso, ca. 1899, Museo Enrico Caruso de Lastra a Signa.

Algunas de sus obras se encuentran en los museos de Budapest, Düsseldorf, Berlín, Nápoles y Roma, en Teano (estatua puesta encima del monumento a los caídos), en su nativa Molfetta (monumento a Giuseppe Mazzini) y en Bari (estatua ecuestre dedicada al rey Humberto I, bustos del alcalde Giuseppe Re David y de Araldo di Crollalanza en el Palacio de la Ciudad, estatua del Trabajador de la construcción frente al Palacio de las Obras Públicas, busto de Salvatore Cognetti en el Jardín Garibaldi, varias otras estatuas en la pinacoteca provincial).